# Fútbol Playa en los Juegos Africanos de Playa de 2019
El fútbol playa en los Juegos Africanos de Playa de Sal 2019 estuvo compuesto por un torneo masculino realizado entre el 19 al 23 de junio de 2019, y un torneo femenino disputado por dos selecciones.

## Participantes

### Torneo masculino[1]
| Equipos participantes | Equipos participantes | Equipos participantes | Equipos participantes |
| --------------------- | --------------------- | --------------------- | --------------------- |
| Cabo Verde            | Marruecos             | Argelia               | Guinea Ecuatorial     |
| Senegal               | Nigeria               | Kenia                 | Yibuti                |

### Torneo femenino[2]
| Cabo Verde | Argelia |

## Torneo masculino

### Grupo A
| Pos. | Equipo            | Pts. | PJ | G | W+ | WP | P | GF | GC | Dif. | Clasificación  |
| ---- | ----------------- | ---- | -- | - | -- | -- | - | -- | -- | ---- | -------------- |
| 1    | Marruecos         | 7    | 3  | 2 | 0  | 1  | 0 | 24 | 13 | +11  | Semifinales    |
| 2    | Cabo Verde (H)    | 6    | 3  | 2 | 0  | 0  | 1 | 35 | 19 | +16  | Semifinales    |
| 3    | Argelia           | 3    | 3  | 1 | 0  | 0  | 2 | 20 | 24 | −4   | 5º al 8º lugar |
| 4    | Guinea Ecuatorial | 0    | 3  | 0 | 0  | 0  | 3 | 12 | 35 | −23  | 5º al 8º lugar |

 Fuente: fuente
| Fecha                      | Lugar |            |                       | Resultado      |                              |                   |
| -------------------------- | ----- | ---------- | --------------------- | -------------- | ---------------------------- | ----------------- |
| 19 de junio de 2019, 8:00  | Sal   | Marruecos  | Bandera de Marruecos  | 7:3            | Bandera de Argelia           | Argelia           |
| 19 de junio de 2019, 13:45 | Sal   | Cabo Verde | Bandera de Cabo Verde | 14:6           | Bandera de Guinea Ecuatorial | Guinea Ecuatorial |
| 20 de junio de 2019, 8:00  | Sal   | Marruecos  | Bandera de Marruecos  | 7:2            | Bandera de Guinea Ecuatorial | Guinea Ecuatorial |
| 20 de junio de 2019, 13:45 | Sal   | Cabo Verde | Bandera de Cabo Verde | 13:3           | Bandera de Argelia           | Argelia           |
| 21 de junio de 2019, 8:00  | Sal   | Argelia    | Bandera de Argelia    | 14:4           | Bandera de Guinea Ecuatorial | Guinea Ecuatorial |
| 21 de junio de 2019, 13:45 | Sal   | Cabo Verde | Bandera de Cabo Verde | 7:7 (1-3 pen.) | Bandera de Marruecos         | Marruecos         |

### Grupo B
| Pos. | Equipo  | Pts. | PJ | G | W+ | WP | P | GF | GC | Dif. | Clasificación  |
| ---- | ------- | ---- | -- | - | -- | -- | - | -- | -- | ---- | -------------- |
| 1    | Senegal | 9    | 3  | 3 | 0  | 0  | 0 | 28 | 3  | +25  | Semifinales    |
| 2    | Nigeria | 6    | 3  | 2 | 0  | 0  | 1 | 44 | 10 | +34  | Semifinales    |
| 3    | Kenia   | 3    | 3  | 1 | 0  | 0  | 2 | 14 | 27 | −13  | 5º al 8º lugar |
| 4    | Yibuti  | 0    | 3  | 0 | 0  | 0  | 3 | 6  | 52 | −46  | 5º al 8º lugar |

 Fuente: fuente
| Fecha                      | Lugar |         |                    | Resultado |                    |         |
| -------------------------- | ----- | ------- | ------------------ | --------- | ------------------ | ------- |
| 19 de junio de 2019, 9:15  | Sal   | Nigeria | Bandera de Nigeria | 12:4      | Bandera de Kenia   | Kenia   |
| 19 de junio de 2019, 12:30 | Sal   | Senegal | Bandera de Senegal | 13:0      | Bandera de Yibuti  | Yibuti  |
| 20 de junio de 2019, 9:15  | Sal   | Nigeria | Bandera de Nigeria | 29:2      | Bandera de Yibuti  | Yibuti  |
| 20 de junio de 2019, 12:30 | Sal   | Senegal | Bandera de Senegal | 11:0      | Bandera de Kenia   | Kenia   |
| 21 de junio de 2019, 9:15  | Sal   | Kenia   | Bandera de Kenia   | 10:4      | Bandera de Yibuti  | Yibuti  |
| 21 de junio de 2019, 12:30 | Sal   | Senegal | Bandera de Senegal | 4:3       | Bandera de Nigeria | Nigeria |

### Semifinales
| Fecha                      | Lugar |            |                       | Resultado |                    |         |
| -------------------------- | ----- | ---------- | --------------------- | --------- | ------------------ | ------- |
| 22 de junio de 2019, 12:30 | Sal   | Marruecos  | Bandera de Marruecos  | 5:2       | Bandera de Nigeria | Nigeria |
| 22 de junio de 2019, 13:45 | Sal   | Cabo Verde | Bandera de Cabo Verde | 1:6       | Bandera de Senegal | Senegal |

### 5º al 8º lugar
| Fecha                     | Lugar |                   |                              | Resultado |                   |        |
| ------------------------- | ----- | ----------------- | ---------------------------- | --------- | ----------------- | ------ |
| 22 de junio de 2019, 8:00 | Sal   | Argelia           | Bandera de Argelia           | 6:5       | Bandera de Yibuti | Yibuti |
| 22 de junio de 2019, 9:45 | Sal   | Guinea Ecuatorial | Bandera de Guinea Ecuatorial | 4:9       | Bandera de Kenia  | Kenia  |

### Séptimo lugar
| Fecha                     | Lugar |        |                   | Resultado |                              |                   |
| ------------------------- | ----- | ------ | ----------------- | --------- | ---------------------------- | ----------------- |
| 23 de junio de 2019, 6:15 | Sal   | Yibuti | Bandera de Yibuti | 6:11      | Bandera de Guinea Ecuatorial | Guinea Ecuatorial |

### Quinto lugar
| Fecha                     | Lugar |         |                    | Resultado |                  |       |
| ------------------------- | ----- | ------- | ------------------ | --------- | ---------------- | ----- |
| 23 de junio de 2019, 7:30 | Sal   | Argelia | Bandera de Argelia | 10:6      | Bandera de Kenia | Kenia |

### Tercer lugar
| Fecha                     | Lugar |         |                    | Resultado |                       |            |
| ------------------------- | ----- | ------- | ------------------ | --------- | --------------------- | ---------- |
| 23 de junio de 2019, 8:45 | Sal   | Nigeria | Bandera de Nigeria | 5:4       | Bandera de Cabo Verde | Cabo Verde |

### Final
| Fecha                      | Lugar |           |                      | Resultado |                    |         |
| -------------------------- | ----- | --------- | -------------------- | --------- | ------------------ | ------- |
| 23 de junio de 2019, 10:00 | Sal   | Marruecos | Bandera de Marruecos | 1:4       | Bandera de Senegal | Senegal |

## Torneo femenino
| Pos. | Equipo         | Pts. | PJ | G | W+ | WP | P | GF | GC | Dif. | Clasificación    |
| ---- | -------------- | ---- | -- | - | -- | -- | - | -- | -- | ---- | ---------------- |
| 1    | Cabo Verde (H) | 6    | 2  | 2 | 0  | 0  | 0 | 20 | 3  | +17  | Medalla de oro   |
| 2    | Argelia        | 0    | 2  | 0 | 0  | 0  | 2 | 3  | 20 | −17  | Medalla de plata |

 Fuente: fuente
| Fecha                      | Lugar |            |                       | Resultado |                       |            |
| -------------------------- | ----- | ---------- | --------------------- | --------- | --------------------- | ---------- |
| 19 de junio de 2019, 15:00 | Sal   | Cabo Verde | Bandera de Cabo Verde | 8:1       | Bandera de Argelia    | Argelia    |
| 21 de junio de 2019, 15:00 | Sal   | Argelia    | Bandera de Argelia    | 2:12      | Bandera de Cabo Verde | Cabo Verde |

## Medallero
| Evento    | Oro        | Plata     | Bronce  |
| --------- | ---------- | --------- | ------- |
| Masculino | Senegal    | Marruecos | Nigeria |
| Femenino  | Cabo Verde | Argelia   |         |

## Clasificación general[3][4]
| Posición | Equipo            | Resultado    |
| -------- | ----------------- | ------------ |
| 1        | Senegal           | Campeón      |
| 2        | Marruecos         | Subcampeón   |
| 3        | Nigeria           | Tercer lugar |
| 4        | Cabo Verde        |              |
| 5        | Argelia           |              |
| 6        | Kenia             |              |
| 7        | Guinea Ecuatorial |              |
| 8        | Yibuti            |              |

| Posición | Equipo     | Resultado  |
| -------- | ---------- | ---------- |
| 1        | Cabo Verde | Campeón    |
| 2        | Argelia    | Subcampeón |